# Petalura hesperia
Petalura hesperia is een echte libel uit de familie van de Petaluridae.
De wetenschappelijke naam van de soort werd in 1958 gepubliceerd door Tony Watson.